# Мораль-де-Саяго
Мораль-де-Саяго (ісп. Moral de Sayago) — муніципалітет в Іспанії, у складі автономної спільноти Кастилія-і-Леон, у провінції Самора. Населення — 317 осіб (2010).
Муніципалітет розташований на відстані близько 230 км на північний захід від Мадрида, 29 км на захід від Самори.
На території муніципалітету розташовані такі населені пункти: (дані про населення за 2010 рік)
- Мораль-де-Саяго: 188 осіб
- Абелон: 129 осіб

## Демографія
Динаміка населення (INE ):

## Галерея зображень

Мораль-де-Саяго у провінції Самора